# Enrico Toccacelo
Enrico Toccacelo (ur. 14 grudnia 1978 w Rzymie) – włoski kierowca wyścigowy.

## Kariera
Włoch karierę wyścigową rozpoczął od startów w kartingu. W roku 1997 przeszedł do wyścigów jednomiejscowych, debiutując we Włoskiej Formule Renault Campus. W latach 1998–1999 brał udział we Włoskiej Formule 3. W kolejnych sezonie ścigał się w niemieckim odpowiedniku tej serii.
W 2001 roku Enrico wystąpił w czterech ostatnich rundach Międzynarodowej Formuły 3000, będącej bezpośrednim przedsionkiem Formuły 1. Poza tym zaliczył udział w Rosyjskiej Formule 3 oraz w europejskich mistrzostwach samochodów turystycznych - ETCC. Od roku 2002 był już etatowym kierowcą F3000. Najlepszy wynik osiągnął w 2004 roku, kiedy to zdobył tytuł wicemistrzowski, przegrywając jednak wyraźnie ze swoim rodakiem, Vitantonio Liuzzim, który zdominował cały cykl (wynik ten osiągnął wraz z japońską stajnią BCN F3000). W ciągu (niepełnego) czteroletniego stażu, Toccacelo zdołał dziesięciokrotnie stanąć na podium, z czego trzykrotnie zwyciężyć. Oprócz regularnych startów w przedsionku F1, Włoch wystartował w kilku wyścigach World Series by Nissan, w ekipie RC Motorsport. Ostatecznie zdobyte punkty pozwoliły mu zająć 17. miejsce.
Dzięki dobrym wynikom w sezonie 2005 został kierowcą testowym ekipy Minardi (jego największym osiągnięciem było uczestniczenie w trzech treningach).
W tym samym czasie brał udział w World Series by Renault, w zespole Victory Engineering. Początek sezonu rozpoczął rewelacyjnie, od zdobycia pole position i wygrania wyścigu. Niestety w kolejnych rundach nie radził sobie tak dobrze, w konsekwencji będąc zastąpionym przez Brazylijczyka, Danilo Dirani. Ostatecznie w klasyfikacji generalnej zajął 12. pozycję z dorobkiem 36 punktów. Kolejny rok startów w tej serii był jeszcze krótszy i słabszy w wykonaniu Toccacelo, którego na resztę sezonu zastąpił Serb, Miloš Pavlović. Zaledwie dziewięć "oczek" pozwoliło mu na zajęcie odległej 26. lokaty.
Na przełomie 2005 i 2006 roku Enrico zadebiutował w A1 Grand Prix, w narodowym teamie Włoch (seria odbywała się w przerwie zimowej). Starty w niej kontynuował również w kolejnych dwóch sezonach. Najlepszy wynik osiągnął w drugim podejściu, kiedy to został sklasyfikowany na 7. miejscu w generalce, z dorobkiem 47 punktów i jednego zwycięstwa. W sezonie 2007 brał także udział w mistrzostwach pojazdów sportowych - FIA GT.
W roku 2008 postanowił zaangażować się w nową serię wyścigową, o nazwie Superleague Formula. Startując w kilku wyścigach dla dwóch klubów - Borussia Dortmund i A.S. Roma, najlepszym osiągnięciem Włocha było 2. miejsce na torze Donington Park. Obu klubom pomógł w zajęciu odpowiednio 5. i 14. miejsca w klasyfikacji generalnej.

## Wyniki w Formule Renault 3.5
| Legenda oznaczeń w tabelach wyników Wyświetl szablon na nowej stronie | Legenda oznaczeń w tabelach wyników Wyświetl szablon na nowej stronie                                                                     |
| Oznaczenie                                                            | Wyjaśnienie |
| --------------------------------------------------------------------- | --- |
| Złoty                                                                 | Zwycięzca lub mistrzostwo |
| Srebrny                                                               | 2. miejsce lub wicemistrzostwo |
| Brązowy                                                               | 3. miejsce lub II wicemistrzostwo |
| Zielony                                                               | Ukończył, punktował (w klasyfikacji generalnej, gdy zdobył co najmniej jeden punkt na przestrzeni sezonu, poza trzema powyższymi opcjami) |
| Niebieski                                                             | Ukończył, nie punktował (w klasyfikacji generalnej, gdy nie zdobył co najmniej jednego punktu na przestrzeni sezonu)                      |
| Czerwony                                                              | Nie zakwalifikował się (NZ) |
| Czerwony                                                              | Nie prekwalifikował się (NPK) |
| Różowy                                                                | Nie ukończył (NU) |
| Różowy                                                                | Niesklasyfikowany (NS) (w klasyfikacji generalnej, gdy nie został sklasyfikowany w żadnym wyścigu sezonu)                                 |
| Czarny                                                                | Zdyskwalifikowany (DK) |
| Czarny                                                                | Wykluczony (WYK/EX) |
| Biały                                                                 | Nie wystartował (NW) |
| Biały                                                                 | Kontuzjowany (K/INJ) |
| Biały                                                                 | Wyścig odwołany (OD/C) |
| Bez koloru                                                            | Został wycofany (WYC/WD) |
| Bez koloru                                                            | Nie przybył (NP/DNA) |
| Bez koloru                                                            | Nie brał udziału w treningach (NT/DNP) |
| Bez koloru                                                            | Nie został zgłoszony (–) |
| Pogrubienie                                                           | Start z pole position |
| Kursywa                                                               | Najszybsze okrążenie wyścigu |
| †                                                                     | Nie ukończył, ale jego rezultat został zaliczony ze względu na przejechanie więcej niż 90% dystansu wyścigu.                              |
| *                                                                     | Sezon w trakcie |
| 1/2/3                                                                 | Punktowana pozycja w sprincie kwalifikacyjnym                                                                                             |
| Lista systemów punktacji Formuły 1                                    | |

| Rok  | Zespół              | Wyniki w poszczególnych eliminacjach | Wyniki w poszczególnych eliminacjach | Wyniki w poszczególnych eliminacjach | Wyniki w poszczególnych eliminacjach | Wyniki w poszczególnych eliminacjach | Wyniki w poszczególnych eliminacjach | Wyniki w poszczególnych eliminacjach | Wyniki w poszczególnych eliminacjach | Wyniki w poszczególnych eliminacjach | Wyniki w poszczególnych eliminacjach | Wyniki w poszczególnych eliminacjach | Wyniki w poszczególnych eliminacjach | Wyniki w poszczególnych eliminacjach | Wyniki w poszczególnych eliminacjach | Wyniki w poszczególnych eliminacjach | Wyniki w poszczególnych eliminacjach | Wyniki w poszczególnych eliminacjach | Punkty | Pozycja |
| ---- | ------------------- | ------------------------------------ | ------------------------------------ | ------------------------------------ | ------------------------------------ | ------------------------------------ | ------------------------------------ | ------------------------------------ | ------------------------------------ | ------------------------------------ | ------------------------------------ | ------------------------------------ | ------------------------------------ | ------------------------------------ | ------------------------------------ | ------------------------------------ | ------------------------------------ | ------------------------------------ | ------ | ------- |
| 2005 | Victory Engineering | BEL                                  | BEL                                  | MON                                  | VAL                                  | VAL                                  | FRA                                  | FRA                                  | BIL                                  | BIL                                  | DEU                                  | DEU                                  | GBR                                  | GBR                                  | PRT                                  | PRT                                  | ITA                                  | ITA                                  | 36     | 12      |
| 2005 | Victory Engineering | 1                                    | 15                                   | 6                                    | 10                                   | NU                                   | 6                                    | 9                                    | 5                                    | 20†                                  | -                                    | -                                    | -                                    | -                                    | -                                    | -                                    | -                                    | -                                    | 36     | 12      |
| 2006 | EuroInternational   | ZOL                                  | ZOL                                  | MON                                  | TUR                                  | TUR                                  | ITA                                  | ITA                                  | SFR                                  | SFR                                  | DEU                                  | DEU                                  | GBR                                  | GBR                                  | FRA                                  | FRA                                  | ESP                                  | ESP                                  | 9      | 27      |
| 2006 | EuroInternational   | 9                                    | 8                                    | NZ                                   | 15                                   | 20                                   | 8                                    | 15                                   | -                                    | -                                    | -                                    | -                                    | -                                    | -                                    | -                                    | -                                    | -                                    | -                                    | 9      | 27      |